# You’re in Love
You're in Love — четвёртый сингл группы Wilson Phillips с их одноименного альбома.

## Позиции в чартах
«You're in Love» возглавил чарт Billboard в апреле 1991 года. Это был их третий сингл, попавший на вершину главного чарта США. Он также провел месяц на вершине чарта Adult Contemporary.
С этим синглом группа была номинирована на Грэмми в 1992 году в категории «Лучшее вокальное поп-исполнение дуэтом или группой», но награду получили R.E.M. за «Losing My Religion».